# Kerstin Kielgass
Kerstin Kielgass (n. 6 decembrie 1969, Berlinul de Est, RDG) este o înotătoare germană, medaliată olimpică. A participat la 3 ediții ale Jocurilor Olimpice (1992, 1996, 2000) în care a câștigat o medalie de argint și 3 medalii de bronz.